# Wapen van Trentino-Zuid-Tirol

Het wapen van Trentino-Zuid-Tirol.

Het wapen van Trentino-Zuid-Tirol is het wapen van deze Italiaanse regio. Het toont vier kwartieren die de twee provincies van Trentino-Zuid-Tirol symboliseren: het eerste en vierde kwartier bevatten de adelaar van de provincie Trente, terwijl de andere twee kwartieren de Tiroler adelaar bevatten. De adelaar van Tirol staat ook in de vlag van Bozen-Zuid-Tirol. Het gehele wapen staat ook op de vlag van Trentino-Zuid-Tirol.